# Youthanasia
Youthanasia é o sexto álbum de estúdio da banda norte americana de thrash metal Megadeth, editado a 1 de novembro de 1994 pela Capitol Records.
O título é um "portmanteau" (amálgama) das palavras youth (juventude) e euthanasia (eutanásia), implicando que a sociedade está promovendo uma eutanásia nos jovens, o que é consistente com a visão do líder e principal compositor da banda, Dave Mustaine. A capa mostra uma idosa a pendurar bebés pelos pés, naquele que parece ser um estendal sem fim; a capa foi inspirada directamente de um verso retirado da canção "Youthanasia". O álbum não tem um estilo muito diferente que o grupo tinha desenvolvido nas gravações antecedentes, no entanto, e de acordo com a página oficial da banda, "marcou a evolução contínua de Megadeth, seguindo os passos do álbum anterior" (Countdown to Extinction de 1992).
Youthanasia recebeu boas críticas na altura do seu lançamento. Um sucesso comercial, estreou-se com o pico máximo na quarta posição na tabela Billboard 200. Em 1995 foi certificado como platina por ter vendido mais de um milhão de cópias no Estados Unidos. Uma reedição remisturada que inclui faixas bónus e várias notas, foi lançada a 27 de julho de 2004. Em 2014, a revista Guitar World colocou Youthanasia na sua lista dos "50 Álbuns Icónicos que Definiram 1994".

## Inicio e gravações
O álbum anterior de Megadeth, Countdown to Extinction, tornou-se o lançamento de maior sucesso da banda, estreando-se na segunda posição no Billboard 200 e eventualmente conseguiu mesmo a dupla platina. Como resultado, continuaram a esgotar salas de espectáculo por toda a América do Norte, e a criar uma forte base de fãs fora desse território. Com Youthanasia, a banda moveu-se para um som mais mainstream, popular para com as massas.
Foi uma época de problemas e conflitos dentro de Megadeth, em que em cada duas semanas, segundo Mustaine, havia "intervenções emocionais ultrajantes" para que o grupo se tornasse mais democrático. Havia muitas reuniões da banda durante este período, que punham em causa o controlo criativo de Mustaine sobre uma "fórmula de sucesso", para que o resto da banda pudesse exercer melhor a sua criatividade. Outro problema prendia-se com o facto de não haver ainda decisão sobre onde iriam gravar o álbum. Mustaine não o queria fazer em Los Angeles, acabando eventualmente por irem gravar em Phoenix, visto que a maior parte da banda vivia no estado do Arizona. As sessões do álbum começaram no estúdio Phase Four em março de 1994, mas apareceram alguns problemas fazendo com que a banda procurasse outro estúdio. O produtor Max Norman sugeriu que fosse construído um estúdio para a banda. Em conversa sobre o processo de gravação, Dave Mustaine disse: "Youthanasia foi escrito em exclusivo e a 100 por cento no estúdio. Não estávamos a tocar nenhum material antigo. Nada do passado influenciou a nova gravação." Mustaine refere também que deu "mais liberdade" aos outros membros da banda e chamou ao álbum "um esforço total do grupo".

### Capa e título
A capa mostra uma idosa a pendurar bebés pelos pés, naquele que parece ser um estendal sem fim. De acordo com David Ellefson, o desenho para a capa foi directamente inspirado de um verso da canção "Youthanasia": "a canção, foi provavelmente a nossa maior representação daquilo que pensamos sobre os jovens que ouvem a nossa música, e o que o futuro lhes reserva. É como uma escolha que podes fazer: ou tornas-te pro-activo ou escolhes 'Youthanasia'." O título é um "portmanteau" (amálgama) das palavras youth (juventude) e euthanasia (eutanásia). Mustaine afirmou que a ideia para o título deriva de ouvir falar de Jack Kevorkian, assim como o declínio do estado para com o bem-estar dos jovens, especificamente na sua relação com as drogas, o crime, a violência e a falta de parentalidade.

## Estilo musical
Youthanasia não marca um estilo diferente que a banda tinha nas primeiras gravações. De acordo com a revista Billboard, "desde a abertura furiosa da bateria em "Addicted to Chaos", até ao thrash preciso de "Train of Consequences", Mustaine e companhia entregam-nos uma marca agressiva de raiva'n'roll com um efeito poderoso". Notaram também que mesmo as canções mais lentas, como "A Tout le Monde", têm tendência a encaminhar-se para uma "explosão vigorosa". Os autores Pete Prown e Harvey P. Newquist opinaram que, liricamente, Youthanasia contém "mais variações temáticas" de Megadeth. Escreveram também que o álbum é musicalmente diversificado, desde os "versos acústicos e lentos" de "A Tout le Monde" até aos riffs "perigosos" de "Train of Consequences" e "Family Tree". A revista Q diz que as imagens de marca de Megadeth, como os "riffs crocantes, tambores trovejantes e vozes amargas", estão presentes no álbum, com as letras a serem mais "introspectivas". Sandy Masuo da Los Angeles Times diz que "Youthanasia ferve com a guitarra pungente do costume, metralhando riffs e ritmos implacáveis infundidos com uma melodia secreta. A voz de Mustaine parece mais profunda, o que aumenta os seus comentários sobre as falhas fatais da sociedade (e as suas próprias)."

Já lhe chamaram álbum de thrash, álbum de rock, e até mesmo álbum de música alternativa. Para mim apenas pode ser chamado de álbum de Megadeth. É o suficiente.

Dave Mustaine, sobre o género do álbum.
Mike Stagno disse que Youthanasia contém "um tipo de metal mais tradicional". Stagno explica também que apesar da música de algumas faixas permanecerem "muito pesadas", era óbvio que neste álbum, o thrash metal era "muito escasso". Stephen Thomas Erlewine concorda que Megadeth "inseriu alguns elementos mais experimentais e progressivos na sua música". Similarmente, Chris Ayers da revista canadiana Exclaim!, sentiu que com Youthanasia, a banda "eliminou o seu thrash brilhante para um som de meio-tempo". De acordo com a página oficial da banda, "Youthanasia marcou a evolução contínua de Megadeth, seguindo os passos do álbum anterior." Em conversa sobre a direcção estilística do álbum, o guitarrista Marty Friedman afirmou: "Usamos essencialmente as nossas armas. Não é como se fossemos mudar o próximo álbum para tentar seguir a tendência. Nós não mudamos com os tempos."

## Lançamento e digressão

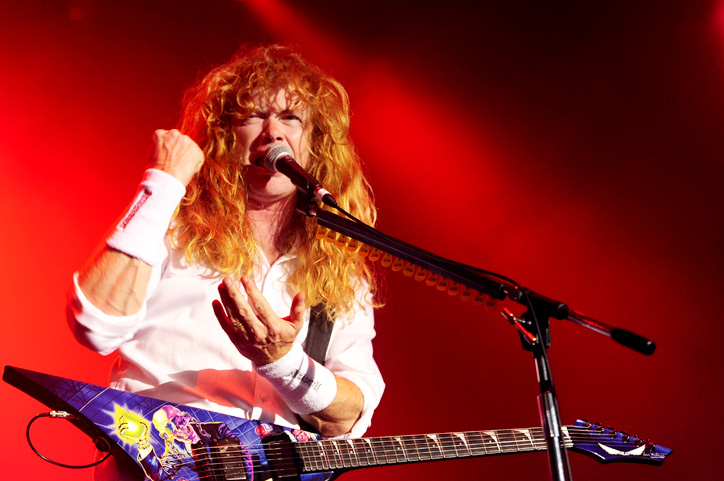
Dave Mustaine atribuiu mais tarde a toda a banda os créditos de Youthanasia, como um tributo ao sucesso do grupo durante aquele período

Youthanasia foi editado a 1 de Novembro de 1994 pela Capitol Records. Foi um sucesso comercial, estreando-se com o pico máximo na quarta posição na tabela Billboard 200, com mais de 143,000 unidades vendidas na primeira semana. Um pouco abaixo da posição máxima do seu antecessor, Countdown to Extinction, que conseguiu a segunda posição em 1992. Várias semanas após o lançamento, foi certificado com platina pela Recording Industry Association of America (RIAA) por ter editado mais de um milhão de cópias nos Estados Unidos. O álbum também conseguiu entrar nos dez primeiros lugares no Reino Unido, bem como noutros países. Acabou por receber eventualmente a certificação de platina pela Music Canada e o prémio de prata da British Phonographic Industry (BPI), por ter editado 100 000 e 60 000 cópias respectivamente. Uma reedição remisturada e melhorada que inclui faixas bónus e várias notas, foi lançada a 27 de julho de 2004.
Foram retirados três singles de Youthanasia: "Reckoning Day", "Train of Consequences" e "A Tout le Monde". "A Tout le Monde" foi mais tarde regravado com Cristina Scabbia, vocalista de Lacuna Coil, com o título "À Tout le Monde (Set Me Free)". Esta versão foi mais tarde editada como single, e incluída no álbum United Abominations em 2007. Tanto "Train of Consequences" como "A Tout le Monde" entraram na tabela Mainstream Rock Tracks.
Megadeth fizeram uma digressão extensa para suportar Youthanasia. Começaram em Novembro de 1994, com espectáculos na América do Sul. Continuaram em 1995, com várias bandas de suporte como Korn, Flotsam and Jetsam e Fear Factory. Durante este período a banda também visitou a Europa, onde ficaram oito semanas. David Ellefson partilhou as suas impressões ao interpretar em frente aos fãs europeus: "Até agora, o público tem sido muito bom e parece que o heavy metal, e especialmente Megadeth, está na linha da frente da música na Europa. Parece que o público é agora melhor do que nunca". A digressão mundial terminou em Setembro de 1995, com a banda a tocar no festival Monsters Of Rock na América do Sul, juntamente com Ozzy Osbourne e Alice Cooper como atracções principais.
Numa entrevista ao Hard Rock Examiner, Dave Mustaine revelou a possibilidade "muito grande" de Megadeth vir a tocar o álbum na integra em 2014, em homenagem aos 20 anos de aniversário do lançamento de Youthanasia. Durante o ano de 2014, vários promotores de concertos falsamente publicitaram a possibilidade de um espectáculo de "20 Anos de Youthanasia". Mustaine no entanto dirigiu-se aos fãs através do Facebook prometendo que a banda iria tentar tocar o mais possível do álbum, mas sem prometer tocá-lo na integra. "Dependendo do tempo que temos para o concerto em Santiago, iremos depois decidir a lista de canções a tocar. Se for cerca de 75 minutos (o que penso que seja), podem ter a certeza que iremos tocar o maior numero possível de canções de Youthanasia. Descansem que estamos conscientes do rumor, mas fizemos alguma coisa, e sejam quais forem as canções que tocarmos, iremos sempre dar o nosso melhor para vocês."

## Recepção crítica
| Críticas profissionais        | Críticas profissionais |
| Avaliações da crítica         | Avaliações da crítica  |
| Fonte                         | Avaliação              |
| ----------------------------- | ---------------------- |
| Allmusic                      | [ 12 ]                 |
| Entertainment Weekly          | B−                     |
| Los Angeles Times             | [ 10 ]                 |
| Metal Forces                  | 7.5/10                 |
| Q                             | [ 9 ]                  |
| The Rolling Stone Album Guide | [ 33 ]                 |
| Sputnikmusic                  | 4/5                    |

O álbum recebeu críticas positivas na altura do lançamento. Stephen Thomas Erlewine, analisou-o para o site Allmusic, comentando que, falta-lhe foco se comparado com Countdown to Extinction. No entanto, Erlewine sugere que a produção do álbum compensa esse facto, visto ser mais acessível e "amiga da rádio". Também fala em favor de "Train of Consequences", chamando à música "riffs martelados". Mike Stagno do Sputnikmusic analisou Youthanasia positivamente, fazendo notar que tal como o antecessor, foi um afastamento distinto do som ouvido em Rust in Peace (1990). Stagno sugere que a falta de um ritmo rápido é compensado pelas faixas que facilmente são lembradas.
Numa crítica contemporânea, a revista Q deu ao álbum quatro em cinco estrelas refere que Youthanasia tem "maior profundidade e amplitude do que os seus antecessores". Tom Sinclair da Entertainment Weekly, deu a classificação B-, e com uma análise curta diz que Youthanasia pode "impressionar, mas sem impacto." Neil Arnold da Metal Forces chamou ao álbum "o verdadeiro e último opus de Megadeth, antes da crise até final da década de '90". Também refere que é "pálido em comparação com os registos clássicos de Megadeth" mas ainda mantém a banda "no seu elemento". Paul Corio, numa análise retrospectiva da Rolling Stone, escreveu que o álbum tem música "metal-máquina" e que está "calibrada para matar". Deu especial ênfase às faixas "Elysian Fields" e "Victory", como exemplos de Mustaine no seu melhor. Apesar da rejeição por parte de alguns fãs, Pete Prown chamou a Youthanasia "mais do que um digno sucessor" de Countdown to Extinction.
Em 2014, a revista Guitar World colocou Youthanasia na sua lista dos "50 Álbuns Icónicos que Definiram 1994".

## Faixas
Todas as faixas escritas e compostas por Dave Mustaine, excepto onde anotado.[†]. 
| N.º            | Título                    | Letras                        | Música                              | Duração |  |
| 1.             | "Reckoning Day"           | Dave Mustaine, David Ellefson | Mustaine, Marty Friedman            | 4:34    |  |
| 2.             | "Train of Consequences"   |                               |                                     | 3:26    |  |
| 3.             | "Addicted to Chaos"       |                               |                                     | 5:26    |  |
| 4.             | "A Tout le Monde"         |                               |                                     | 4:28    |  |
| 5.             | "Elysian Fields"          | Mustaine, Ellefson            |                                     | 4:03    |  |
| 6.             | "The Killing Road"        |                               |                                     | 3:57    |  |
| 7.             | "Blood of Heroes"         |                               |                                     | 3:57    |  |
| 8.             | "Family Tree"             |                               | Mustaine, Ellefson, Nick Menza      | 4:07    |  |
| 9.             | "Youthanasia"             |                               |                                     | 4:09    |  |
| 10.            | "I Thought I Knew It All" | Mustaine, Ellefson            | Mustaine, Friedman, Ellefson, Menza | 3:44    |  |
| 11.            | "Black Curtains"          |                               | Mustaine, Friedman                  | 3:39    |  |
| 12.            | "Victory"                 |                               |                                     | 4:27    |  |
| Duração total: | Duração total:            | Duração total:                | Duração total:                      | 49:57   |  |

| Faixas bónus (edição japonesa) |                                            |                       |                    |         |  |
| N.º                            | Título                                     | Letras                | Música             | Duração |  |
| 13.                            | "Crown of Worms"                           | Sean Harris, Mustaine | Mustaine           | 3:18    |  |
| 14.                            | "Holy Wars...The Punishment Due" (ao vivo) | Mustaine              | Mustaine           | 8:57    |  |
| 15.                            | "Symphony of Destruction" (ao vivo)        | Mustaine              | Mustaine, Friedman | 3:44    |  |
| 16.                            | "Sweating Bullets" (ao vivo)               | Mustaine              | Mustaine           | 4:46    |  |

| Faixas bónus (edição de 2004) |                           |                 |                              |         |  |
| N.º                           | Título                    | Letras          | Música                       | Duração |  |
| 13.                           | "Millennium of the Blind" | Mustaine        | Mustaine, Friedman           | 2:15    |  |
| 14.                           | "New World Order" (demo)  | Mustaine, Menza | Mustaine, Friedman, Ellefson | 3:45    |  |
| 15.                           | "Absolution"              | (instrumental)  | Mustaine, Friedman           | 3:27    |  |
| 16.                           | "À Tout le Monde" (demo)  |                 |                              | 6:20    |  |

↑ † Na reedição de 2004, Dave Mustaine refere que todas as canções foram compostas por Ellefson/Friedman/Menza/Mustaine.

## Créditos
Créditos foram retirados das notas do álbum.
| Megadeth - Dave Mustaine – voz, guitarra - Marty Friedman – guitarra - David Ellefson – baixo - Nick Menza – bateria Músicos adicionais - Jimmie Wood – harmónica em "Train of Consequences" e "Elysian Fields" | Produção - Produzido e misturado por Max Norman e Dave Mustaine - Engenheiro de áudio e assistente – Mike Tacci - Segundo assistente e técnico de bateria – Bruce Jacoby - Técnico de guitarra – Michael Kaye - Master tape por Bob Ludwig | Reedição de 2004 - Produzido por Dave Mustaine - Misturado por Ralph Patlan e Dave Mustaine - Engenharia por Ralph Patlan com Lance Dean - Edição por Lance Dean e Scott "Sarge" Harrison com Bo Caldwell - Master tape por Tom Baker |

## Tabelas e certificações
| Tabela (1994)            | Posição |
| ------------------------ | ------- |
| Australian Albums Chart  | 9       |
| Austrian Albums Chart    | 26      |
| Belgium Albums Chart     | 30      |
| Canadian Albums Chart    | 11      |
| Dutch Albums Chart       | 20      |
| German Albums Chart      | 13      |
| Japan Albums Chart       | 11      |
| New Zealand Albums Chart | 10      |
| Swedish Albums Chart     | 4       |
| Swiss Albums Chart       | 32      |
| UK Album Charts          | 6       |
| US Billboard 200         | 4       |

| Região                        | Certificação | Vendas/remessas |
| ----------------------------- | ------------ | --------------- |
| Canadá (Music Canada)         | Platina      | 100 000         |
| Finlândia (Musiikkituottajat) | Ouro         | 20 000          |
| Reino Unido (BPI)             | Prata        | 60 000          |
| Estados Unidos (RIAA)         | Platina      | 1 000 000       |

| Tabela (1994)                       | Single                  | Posição |
| ----------------------------------- | ----------------------- | ------- |
| US Billboard Mainstream Rock Tracks | "Train of Consequences" | 29      |
| UK Singles Chart                    | "Train of Consequences" | 22      |
| Tabela (1995)                       | Single                  | Posição |
| US Billboard Mainstream Rock Tracks | "A Tout le Monde"       | 31      |

## Honras
| Publicação   | Honra                                            | Ano  | Posição |
| ------------ | ------------------------------------------------ | ---- | ------- |
| Guitar World | Superunknown: 50 Iconic Albums That Defined 1994 | 2014 | *       |
| Metal Hammer | Albums of the Year                               | 1994 | 8       |
| RAW          | Albums of the Year                               | 1994 | 17      |